# Rubus corchorifolius
Rubus corchorifolius är en rosväxtart som beskrevs av Carl von Linné d.y.. Rubus corchorifolius ingår i släktet rubusar, och familjen rosväxter.

## Underarter
Arten delas in i följande underarter:
- R. c. oliveri
- R. c. roseolus
- R. c. semiplenus
- R. c. mongolicus
- R. c. althaeoides
- R. c. hibiscifolius
- R. c. oliveri
- R. c. typicus